# Vlekborstspecht
De vlekborstspecht (Dendropicos poecilolaemus) is een vogel uit de familie Picidae (spechten).

## Verspreiding en leefgebied
Deze soort komt voor van Kameroen tot Oeganda, westelijk Kenia en Rwanda.